# ムラサメライガー
ムラサメライガー（MURASAME LIGER）は、アニメ『ゾイドジェネシス』に登場する架空の兵器。主人公ルージ・ファミロンが搭乗する機体であり、エヴォルトという機能によって複数の形態に変化する特徴を持つ。本項では、関連作品などに登場する派生機も記載する。

## デザイン
デザインはトミーの中瀬崇嗣、2005年当時に発売された玩具商品の開発は同社の奥津正道が担当した。『ゾイドジェネシス』の世界観には日本の戦国時代のイメージがあったため、デザインには侍の要素が盛り込まれている。

## 設定解説
| ムラサメライガー MURASAME LIGER | ムラサメライガー MURASAME LIGER |
| ------------------------------- | --- |
| 番号                            | GZ-010 |
| 所属                            | ディガルド討伐軍（ジェネシス） ヘリック共和国（フルメタルクラッシュ）                                                                       |
| 分類                            | ライオン型 |
| 全長                            | 22.3m |
| 全高                            | 9.2m |
| 重量                            | 87t |
| 最高速度                        | 310km/h |
| 乗員人数                        | 1名 |
| 主な搭乗者                      | ルージ・ファミロン（ジェネシス） シュネル・クラージュ少佐 ベルク・ヴィレンスクラフト少尉（フルメタルクラッシュ）                            |
| 武装                            | ムラサメブレード ソードキャノン クラッシュバイト カウルブレード×11 テイルブレード×2 3連キャノン ストライクレーザークロー×4 パイルバンカー×2 |

超軽量かつ引き締まったボディを持つライオン型ゾイド。生命の危機に瀕した際は機体特性や形態を変化させるエヴォルト（特殊進化）が可能であり、これによってハヤテライガーやムゲンライガーといったゾイドに変貌、形態の獲得後はそれらを戦局に応じて使い分ける。同機能は自らを一度解体し、再構築するシステムだとされている。
武装・装備
ムラサメブレード
ムラサメライガーの背部に装備される。希少金属であるメタルZi製の剣で、あらゆる物質を切断することが可能。
ソードキャノン
ムラサメブレードの柄に装備する。接近戦での補助兵器であり、連射可能。
クラッシュバイト
ムラサメライガーの牙部。敵の装甲を噛み砕き、その中に過電流を流し込むことが可能。
カウルブレード
ムラサメライガーの鬣部。特殊な表面加工が施されており、敵の攻撃を反射可能。また、11本すべてが鋭い剣として機能する。
テイルブレード
尾部に装備する。小型の剣であり、尾を鞭のように振り回すことで敵に攻撃可能。
3連キャノン
腹部に装備する。中距離用の三連装砲。
ストライクレーザークロー
四肢の爪部。ライガーシリーズでは基本的な装備であり、通常装甲ならこれで切り裂くことが可能。
パイルバンカー
前脚部に装備。地面に突き刺すことで高速走行中の急旋回を可能とするほか、これで攻撃することも可能。

### 関連商品
キット
内部フレームとムラサメブレード展開ユニットが組立済。購入者が行う必要があるのは、外装部品の取り付けである。通常のゾイドと違い、ネジを多用しているのが特徴。使用電池は、単四が2本。
動作は、ケーニッヒウルフと同じ動力ユニットにサーベルタイガーの脚駆動システムのアレンジ版を組み合わせたものである。連動ギミックとして下あごを開閉する。
手動ギミックは、頭部キャノピーの開閉、尻尾の上下、およびムラサメブレードの展開・収納である。脚部パイルバンカーも一応可動するが、固定はできない。
ムラサメブレード展開ユニットは、6つのスプリングでシーケンシャル動作を行うものである。
電動モデルの他、クイックキットシリーズとレジェンドブロックスシリーズより小型モデルが製品化されている。
ZAシリーズ
2015年10月30日発売。「ゾイドジェネシス Blu-ray BOX」初回生産限定版に付属するバージョンは劇中のカラーリングを忠実に再現したものとなっている。
AZ-03 ムラサメライガー
2024年1月発売。リアルさとアニメの再現性に近づけるためスタイリングをライオンのように変更している。ルージ・ファミロンのフィギュアが付属。

### 劇中での活躍
第1話でミロード村の近海の海底から発掘された。バイオラプター襲撃時、ファミロン家の御神体となっていた先祖が遺した大刀（おおがたな＝ムラサメブレード）が、目覚めた機体に反応してセットされて動き出す。なお、最終話のルージの回想では適性が無いためゾイドバラッツすら扱えず、落ち込んでいた幼いころのルージが、大刀に「自分にも動かせるゾイドを・・・」という願いをかけており、その想いに反応して起動したためルージ以外の誰にも操縦できないことが明らかになった。
ルージ以外の誰も扱えなかったことから、必然的にルージの愛機となり、初陣でバイオラプターを撃破し、第三話ではザイリンの駆るバイオメガラプトルと渡り合い、右腕を切り落とす。しかし、その戦闘の最中にミロード村のジェネレーターを破壊されてしまい、ムラサメライガーとルージはラ・カンのソードウルフと、レ・ミィのランスタッグに加わり、ジェネレーター修理の旅に出る。
その後もルージの操縦でバイオゾイドを次々と切り倒し、ルージがセイジュウロウにゾイド乗りの弟子入りをした後には急速に力を付けていき、ディガルド武国のゲオルグの駆るバイオトリケラとの戦闘で、ラ・カンのピンチの時に突如ハヤテライガーへとエヴォルトする。
旅の中で、ルージが最優先事項をジェネレーター修理からディガルド討伐に変更したことによって、ムラサメライガーは討伐軍主力となって常に前線に立ち、この蒼きライガーの戦場での活躍は次第に世界の人々の間に広がり、ディガルドの圧政に抑えつけられていた人々の心に希望を与え、反ディガルドの火を徐々に点けていくこととなる。
そして、ディガルド武国のソウタの駆るバイオケントロとの交戦した際には、ムゲンライガーへとエヴォルト。こういった活躍によって討伐軍の旗はムラサメの青、ハヤテの赤、ムゲンの白という具合の3色からなる色分けの十字旗（もしくはZ旗で、デザインはセイジュウロウ）となり、実質的にムラサメライガーはラ・カンが思い描いていた討伐軍の打倒ディガルドの象徴となった。
最終話で武帝ジーンの操る最強のバイオゾイドであるバイオティラノと対峙した際にゾイドコアを貫かれて停止してしまうが、ルージの呼びかけと、エヴォルト能力による驚異的な再生能力で覚醒、蘇生しバイオティラノを撃破した。
戦後は、その再生能力を利用して破壊されたミロード村のジェネレーターの核となり、これを修復、再生稼働させるようになった。

### 登場ゲーム
ニンテンドー ゲームキューブ用ソフト『ゾイドフルメタルクラッシュ』では、ヘリック共和国軍の新型機として登場。序盤ではシュネル・クラージュ少佐が搭乗し、エインガング大尉のアイアンコングを撃破する。分岐ルートでは、シュネルに適性を見いだされた主人公・ベルク少尉に託される。
『ゾイドインフィニティEX』と、『ゾイドカードコロシアム』にもバイオティラノと共に登場している。
ゲームボーイアドバンス用ソフト『ゾイドサーガフューザース』では、タイトル画面で隠しコマンドを入力することで使用することができる。

### バリエーション
ムラサメライガーシノビカスタム
ゲームキューブ用ソフト『ゾイドフルメタルクラッシュ』に登場するオリジナルゾイド。特定ルートで、共和国軍のシュネル・クラージュ少佐の乗機として主人公の前に立ち塞がる。
この機体はエヴォルトによる変化ではなく、ブレイドホークと呼ばれるゾイドがムラサメライガーと合体することによって誕生する。胴体左側に装備した手裏剣状の装備は、高速回転させることでシールドのような役目を果たし、また敵に向かって発射することも可能な攻防一体の兵器である。
ムラサメライガー千手
電撃ホビーマガジン誌記事『月刊オールザットゾイド』に掲載されたムゲンライガーのエヴォルト没案。胴部レールに1基、前脚に2基、背部ブースターに2基の5本の刀を持ち、タテガミ部分もすべてブレードとなっている。
ライガーM
月刊ホビージャパン誌連載『ZOIDS BATTLE ANGLE』に掲載されたライオン型ゾイド。ZOITEC社によって開発された機体で、ムラサメブレードを装備しない、赤いムラサメライガーのような外観をしている。後にブレードとウェポンバインダーからなる試作装備を搭載している。
ムラサメライガーBS
カードアーケードゲーム『ゾイドカードコロシアム』に登場。バンのカードによってバリエーションチェンジしたムラサメライガー。
ムラサメライガーナイトカスタム
| ムラサメライガーナイトカスタム | ムラサメライガーナイトカスタム                                       |
| ------------------------------ | -------------------------------------------------------------------- |
| 所属                           |                                                                      |
| 分類                           | ライオン型                                                           |
| 全長                           | 22.3m                                                                |
| 全高                           |                                                                      |
| 重量                           | 90.0t                                                                |
| 最高速度                       | 310km/h                                                              |
| 乗員人数                       | 1名                                                                  |
| 武装                           | 3連キャノン ムラサメランス シングルキャノン ストライクレーザークロー |

ニンテンドーDS用ソフト『ZOIDS SAGA DS~Legend of Arcadia~』に登場したゲームオリジナルゾイド。
サウロナイツとユニゾンすることで誕生する。ムラサメブレードに代わり、サウロナイツが変形した矛が装備されている。
※機体諸元は、『ZOIDS SAGA DS~Legend of Arcadia~』データベースに準拠。

## ハヤテライガー
| ハヤテライガー HAYATE LIGER | ハヤテライガー HAYATE LIGER |
| --------------------------- | --- |
| 番号                        | GZ-015 |
| 所属                        | ディガルド討伐軍 |
| 分類                        | ライオン型 |
| 全長                        | 22.3m |
| 全高                        | 10.1m |
| 重量                        | 108t |
| 最高速度                    | 420km/h |
| 乗員人数                    | 1名 |
| 主な搭乗者                  | ルージ・ファミロン |
| 武装                        | ムラサメディバイダー ムラサメナイフ カウルブレード×9 テイルブレード×2 ストライクレーザークロー×4 クラッシュバイト ハヤテブースター HYTフィン×2 サブHYTフィン×4 チェイスパイルバンカー×2 パイルバンカー×2 |

ムラサメライガーがエヴォルトした姿のうち一つ。ムラサメブレードが変化した小太刀二刀による高速戦闘を得意とするが、エネルギー消費が高いため戦闘終了後は元のムラサメライガーへと戻る。
武装・装備
ムラサメディバイダー
ムラサメブレードが変化したメタルZi製の剣の一本で、右前脚に装着される。二振りの剣となったことで、より軽い実戦的な装備となった。
ムラサメナイフ
ムラサメブレードが変化したメタルZi製の剣の一本で、左前脚に装着される。
カウルブレード
ハヤテライガーの鬣。9本に減ったが、威力はより増強している。
テイルブレード
尾部に装備する。
ストライクレーザークロー
四肢の爪部。
クラッシュバイト
ハヤテライガーの牙部。
ハヤテブースター
背部に装備する。HYT粒子を放出し、機体を420km/hまで加速させる。
HYTフィン
ハヤテブースター内部のフィン。高速走行時に使用するエネルギー粒子を制御する。
サブHYTフィン
四肢に装備される。
チェイスパイルバンカー
頭部に装備する。牙で敵に噛みついた後、これによって至近攻撃することも可能。
パイルバンカー
前脚部に装備される。

### 関連商品
キット
フレームはムラサメライガーのものと共通のため、電動ギミックも同じである。手動ギミックは背部のHYTフィンと四肢のサブHYTフィンの展開、そして両前足の小太刀の展開である。第一次出荷商品のパッケージにはハヤテライガーの表示がムラサメライガーのままの所があった。
ZAシリーズ
2016年5月31日発売。

### 劇中での活躍
ラ・カンがゲオルグによって追いつめられ、ピンチとなった時、突如ムラサメはこのハヤテへと姿を変え、一瞬にしてバイオトリケラを葬った。そして、ディガルド討伐軍組織後に、ルージはセイジュウロウに特訓された結果、第24話で遂に使いこなせるようになり、その後も数多のバイオラプターを圧倒的な機動力で倒していく。
しかし、バイオヴォルケーノ、バイオケントロ、バイオティラノとの戦いではパワー不足で敗北してしまう。ムゲンライガー登場後は出番は減ったもののトラフでのフェルミの駆るバイオプテラ戦では上空のバイオプテラにハヤテライガーで接近、ムゲンライガーにエヴォルトし撃破というサポート的な役割を果たした。

### バリエーション
ライガーM Type H
月刊ホビージャパン誌連載『ZOIDS BATTLE ANGLE』に掲載。ZOITECが開発したライガーMの高速戦仕様で、HはHigh-Maneuverの略。両前脚部にはビームガンを装備する。
作例はハヤテライガーをベースにフル可動化し、青色基調にカラーリングされている。

## ムゲンライガー
| ムゲンライガー MUGEN LIGER | ムゲンライガー MUGEN LIGER |
| -------------------------- | --- |
| 番号                       | GZ-016 |
| 所属                       | ディガルド討伐軍 |
| 分類                       | ライオン型 |
| 全長                       | 22.3m |
| 全高                       | 9.8m |
| 重量                       | 137t |
| 最高速度                   | 280km/h |
| 乗員人数                   | 1名 |
| 主な搭乗者                 | ルージ・ファミロン |
| 武装                       | 3連装グラビティキャノン ムゲンブレード ムラサメブレイカー テイルブレード パイルバンカー メーンクラウンブレード×9 スモークディスチャージャー×4 |

ムラサメライガーの第二のエヴォルト形態。二刀流による重撃を得意とし、装甲表面にメタルZiコーティングが施されたことによってバイオ粒子砲の直撃に耐える防御力を持つ。パワーはムラサメ3形態中最高となるが、重量増によってスピードは低下している。
武装・装備
3連装グラビティキャノン
腹部に装備する。
ムゲンブレード
ムラサメブレードが変化したメタルZi製の剣の一本で、背部右舷に装備する。
ムラサメブレイカー
ムラサメブレードが変化したメタルZi製の剣の一本で、背部左舷に装備する。
テイルブレード
尾部に装備する。
パイルバンカー
前脚部に装備。
メーンクラウンブレード
ムゲンライガーの鬣部。
スモークディスチャージャー
後脚部片側につき2本、左右で計4本装備する。

### 関連商品
キット
ムラサメライガーのフレームをそのまま使用したハヤテライガーとは異なり、より多彩なギミックを搭載した新フレームが使用されている。
数歩歩行した後に立ち止まり咆哮し、目が点滅する。かように複雑な動作をするギミックは、他にはゾイド史上最大の製品であるキングゴジュラスおよび本機にしか搭載されていない。
電撃ホビーマガジン2006年2月号にはムゲンライガーの開発段階の設定資料が掲載されており、その中には火縄銃を元にデザインされた二つの火砲を装備している長距離戦闘を意識したタイプも描かれていた。
ZAシリーズ
2016年1月のワンダーフェスティバルにおいて試作品が公開。

### 劇中での活躍
バイオケントロに対し、太刀一本のムラサメライガーでは手数で押され、ハヤテライガーでは力負けすると悟ったルージはどうすればいいのかと考えた結果、「ムラサメブレードが二本あれば…」という結論にたどり着く。その結果エヴォルトしたのがこのムゲンライガーであり、二本の大刀によりバイオケントロの撃破に成功する。
ディガルド首都ディグ攻撃でバイオティラノに襲われた際にもエヴォルトしてバイオティラノの足止めをし、そしてトラフではバイオプテラをコトナ・エレガンスのレインボージャークの助力で追い払ったり、ソラシティ脱出の際にはバイオラプターグイも撃破している。一方で、トラフ奪回に出てきたバイオヴォルケーノに追い詰められたり、ルージが連戦による疲労がたまって、コンディションが悪かった際に窮地に陥ったこともあった。
最終話でバイオティラノの一撃がゾイドコアに及んでしまい、起動不能になったが、仲間たちとレ・ミィを助けたいというルージの想いで蘇生したムラサメライガーは、再びムゲンライガーにエヴォルトし、バイオティラノに突貫。仲間との連携もあり、見事これを討った。